# His Great Opportunity
His Great Opportunity  è un cortometraggio muto del 1914 diretto da Warwick Buckland.

## Trama
Un attore licenziato cerca di uccidere il proprio sostituto mettendo una vera pallottola nella pistola usata in una scena.

## Produzione
Il film fu prodotto dalla Hepworth.

## Distribuzione
Distribuito dalla Hepworth, il film - un cortometraggio in due bobine - uscì nelle sale cinematografiche britanniche nel dicembre 1914.
Si conoscono pochi dati del film che, prodotto dalla Hepworth, fu distrutto nel 1924 dallo stesso produttore, Cecil M. Hepworth. Fallito, in gravissime difficoltà finanziarie, il produttore pensò in questo modo di poter almeno recuperare il nitrato d'argento della pellicola.